# There Goes the Neighborhood (film)
Pour plus de détails, voir Fiche technique et Distribution.
There Goes the Neighborhood est une comédie américaine réalisée par Bill Phillips et sortie en 1992.

## Synopsis
Un psychologue, travaillant au sein d'une prison, apprend un jour ainsi que trois autres évadés, l'existence d'une somme d'argent de de 8,5 millions de dollars, qui serait cachée quelque part dans le New Jersey. Une folle course poursuite va alors débuter pour mettre la main sur le trésor.

## Fiche technique
Sauf indication contraire, les informations mentionnées dans cette section peuvent être confirmées par les bases de données cinématographiques IMDb et Allociné,  présentes dans la section « Liens externes ».
- Titre original : There Goes the Neighborhood
- Réalisation : Bill Phillips
- Scénario : Bill Phillips
- Musique : David Bell
- Direction artistique : Randy Moore
- Costumes : Michele Starbuck
- Photographie : Walt Lloyd
- Montage : Sharyn L. Ross
- Production : Stephen Friedman
  - Producteur délégué : Mort Engelberg
  - Coproducteur : Jeffrey Sudzin
- Sociétés de production : Kings Road Entertainment
- Sociétés de distribution : Paramount Pictures
- Budget :
- Pays de production :  États-Unis
- Langue originale : anglais
- Format :
- Genre : Comédie
- Durée : 88 minutes
- Dates de sortie :
  - États-Unis : 30 octobre 1992

## Distribution
- Jeff Daniels : Willis Embry
- Catherine O'Hara : Jessie Lodge
- Héctor Elizondo : Norman Rutledge
- Rhea Perlman : Lydia Nunn
- Judith Ivey : Peedi Rutledge
- Harris Yulin : Marvin Boyd
- Jonathan Banks : Handsome Harry
- Dabney Coleman : Jeffrey Babitt
- Chazz Palminteri : Lyle Corrente
- Heidi Zeigler : Swan Babitt
- Richard Portnow : Marty Rollins
- Jeremy Piven : Albert Lodge
- William Morgan Sheppard : Trick Bissell
- Mary Gross : Mme Bratesman
- Robin Duke : un membre des Colangelos
- Lee Arenberg : un bulgare
- Ron Taylor : l'homme aux bulles